# Култура на Северна Корея
Корейската цивилизация е една от най-старите в света, и съществува вече над 5000 години. Голяма част от културното наследство на КНДР и Република Корея се е формирало при съществуването на най-могъщата корейска държава – Чосон, царство от 1392 до 1897, и после империя до 1910. След края на Втората световна война Корейския полуостров е разделен на две части с различна идеологическа насоченост – комунистически север и капиталистически юг, вследствие на което днес се е оформила различна съвременна култура, но историческото наследство е запазено еднакво добре и в двете страни.

## Изкуство

### Изобразително изкуство
КНДР има богато наследство от периода на царството Когурьо, съществувало в централните и северни части на Корея. Именно тази област е била под по-силното влияние на будизма. В Когурьо са засвидетелставни и първите рисунки на Корейския полуостров – стенописите по гробниците на царете от управлявалата тогава династия, създадени около 108 година след Христа. Оттук прониква и китайското влияние в изобразителното изкуство, и в частност калиграфията и рисуването с мастило върху коприна. Основните сюжети са пейзажи, портрети, будистки теми, както и звездни карти. По-късно в рисуването навлиза и конфуцианско влияние. Конфуцианските художници са се ограничавали по отношение употребата на цветове, понеже според тях ярките рисунки ограничават въображението. Картините, изобразяващи човешки същества, обикновено са били рисувани от двама или повече художници, като всеки от тях е прилагал своето специфично умение.
Рисувало се е с четка и мастило, боите са били рядкост. Хартията и коприната са се използвали като платна. Корейските художници след 1945 възприемат някои западни техники на рисуване. Съвременното изобразително изкуство в КНДР е почти изцяло с идеологическа насоченост, рисунките са предимно плакати и стенописи, много от тях с пропагандна цел.

### Музика, литература и кино
Традиционната корейска музика се базира на импровизации, и обикновено между частите на представлението няма почивки. Основните жанрове са пхансори и чхангук – оперно изкуство. Народната музика се нарича пхунмул и обикновено сюжетите ѝ са битови, върху живота на обикновени хора.
Днес почти всякаква чужда музика е забранена и класифицирана под названието „джаз“, без всъщност да се споменават отделни жанрове. Забраните обаче се отнасят по-скоро за съвременната западна музика, и като цяло старите песни от бившия Източен блок и СССР са разпространени. Основният жанр е т.нар. „революционна опера“ – базирана на чхангук, но с добавени идеологически елементи. Едни от най-известните такива произведения са „Песен за генерал Ким Ир Сен“ и „Няма родина без теб, Ким Чен Ир“. Някои от тях носят заглавия като „Ще браним ръководството на Революцията с невиждана храброст“, „Мъгли се издигат над Пектусан“ и „Да поддържаме ход с бойна песен“. Севернокорейската поп-музика е лека и оптимистична, и често сюжетът на песните е идеологически наситен. Популярни в страната са електронният ансамбъл Почонбо, музикалната група Ванджесан, поп-певците Ким Кван Сук, Джо Кум Хва, Джон Хие Йон. Правителството на Северна Корея дава знаци за разхлабване на някои от ограниченията в тази област, след като Нюйоркският филхармоничен оркестър посети страната в началото на 2008. Оркестърът свири класически и модерни произведения, включително и от американски композитори, а концертът бива излъчен по националната телевизия. Въпреки това музиката остава един от основните инструменти за пропагандиране на чучхе-идеите.
Чуждестранната музика е забранена и класифицирана под названието „джаз“, без всъщност да се споменават отделни жанрове. Все пак, севернокорейското издателство за плочи произвежда един път в годината компакт-диск, озаглавен „Песни на народите“, в който са включени и по няколко популярни западни песни в изпълнението на местни певци. Например, дискът от 2002 година съдържа и песента „Братко Луи“ на немското дуо „Модърн токинг“, известна от средата на 80-те години, но представена в него като „песен на английския народ“. Забраните за поп и рок-музика са условни, защото през 2007 в Пхенян се проведе младежки музикален фестивал, на който бяха поканени и групи от цял свят, но те трябваше да декларират, че няма да изпълняват песни със сексуален, антисоциалистически и разлагащ младежта характер, каквото и да значи това. Иначе, като цяло, песни от времето на бившия Източен блок и СССР са разпространени свободно. Основният жанр е т.нар. „революционна опера“ – базирана на традиционното корейско оперно изкуство (чхангук), но с добавени идеологически елементи. Едни от най-известните такива произведения са „Песен за генерал Ким Ир Сен“ и „Няма родина без теб, Ким Чен Ир“. Някои от тях носят заглавия като „Ще браним ръководството на Революцията с невиждана храброст“, „Мъгли се издигат над Пектусан“ и „Да поддържаме ход с бойна песен“.
Идеологията чучхе се стреми да запази най-ценното от корейските изкуства, и класически литературни произведения като Сасон Кибон („Срещата на четиримата“) и Санчхън Кибон („Срещата при двете реки“) се издават и изучават в училищата. Народни приказки и легенди са грижливо събрани в големи сборници и издадени. Написани са и съвременни новели на историческа тема, като Пулмьоуй йокса („Безсмъртна история“), описваща трагизма на живота по време на японската окупация.
Северна Корея произвежда по няколко пълнометражни филма на година, и още десетки късометражни и анимационни. Корейската киностудия е създадена през 1946 и заема площ от 930 000 м². Като цяло и киното е с политически окраски. Първите произведени филми са на военна тема, съобразени с времената на Корейската война. След края на войната са направени по-оптимистични филми, като Пътят на щастието (1956). През 1969 е създадена драмата в две части Море от кръв, разказваща историята на млада жена, записала се в армията, за да се бие с японците. Цветарката (1972) е един от международно признатите севернокорейски филми на 70-те. През 80-те години политическото влияние в киното намалява значително, и са направени развлекателни филми като Чунхян-джон (1980) и Хон кил дон (1986). Вероятно най-известният филм от КНДР е научната фантастика Пулгасари (1985), филм за гигантско чудовище от типа на Годзила. Освен игралните филми, Северна Корея произвежда и десетки анимационни филми, в които почти липсват пропагандни елементи. Освен това в страната са популярни и филми на Дисни, като Цар Лъв и Покахонтас. Най-новата анимация, създадена в страната, е Императрица Чун (2005), правена съвместно с Южна Корея. Забелязва се нарастване на популярността на чуждото кино в жанра на бойните изкуства, като тайландския филм Онг-Бак и южнокорейските продукции. Всички те обаче се разпространяват неофициално, под формата на пиратски копирани дискове, от ръка на ръка и се радват на голяма популярност сред младото поколение в КНДР.

## Туризъм
Правителството на Северна Корея води изключително затворена политика и в резултат на това много малко чужденци влизат в страната. По принцип на всички хора им е позволено да посетят Северна Корея и на практика на почти никого не се отказва. На чужденците обаче им е забранено да се разхождат извън специално посочените места, освен ако нямат правителствен пазач. Стъписващото присъствие на правителствените пазачи и отрицателната международна репутация на правителството са причините, поради които много хора не посещават страната.
Южнокорейските граждани трябва да получат специално разрешение от правителството и на двете страни, за да влязат в Северна Корея. През последните години районът около връх Кумган, намиращ се близо до южнокорейската граница, беше определен като специална туристическа дестинация, за посещението на която от страна на южнокорейските граждани не се изисква разрешение.

### Гробници на Когурьо
През юли 2004 комплексът Гробници на Когурьо става първият обект в Северна Корея, който е включен в списъка на ЮНЕСКО за световно наследство. Той се състои от 63 индивидуални гробници, намиращи се в градовете Пхенян и Нампхо и останали от времето на раннофеодалната държава Когурьо, която в периода между V и VII в. е една от най-могъщите в Североизточен Китай и на Корейския полуостров. Комплексът гробници всъщност е практически всичко, което е останало днес от тази култура. Стенописите представляват уникална картина на ежедневнието на хората от този исторически период. Културата Когурьо оказва въздействие върху цяла Източна Азия, включително Япония.

## Култ към личността
Обществото е силно сплотено от култа към личността на Ким Ир Сен. Към 1992 година в страната е имало близо 40 000 негови статуи. Гражданите и туристите са задължени да полагат цветя пред тях на определени празници или при посещение. Портрети на Ким Ир Сен и Ким Чен Ир има на всяка гара и летище в страната. Всяко домакинство е задължено да има двата портрета на специално определена за целта стена, а възрастните носят значки с техните портрети над сърцето. Всяко изображение на Ким Ир Сен се пази; ако то е отпечатано в страница на вестник, тя не трябва да бъде изхвърляна, а отделена и върната на печатницата. Печатното изписване на името му трябва да се пази на един ред и не може да бъде разделяно, ако е в края на реда. На негово име са наречени най-голямата библиотека в Пхенян, университет, стадион, парадният площад и много други. Мавзолеят на Ким Ир Сен (Дворец на слънцето „Кумсусан“) е един от най-големите в света. Ким Ир Сен е изобразен и на паричните единици. В негова чест е изграден Монумент на идеята чучхе, който съдържа толкова гранитни блокове, колкото са дните от живота му.
Почитанието на огромното мнозинство от севернокорейците към Ким Ир Сен е искрено. В сравнително малка и хомогенна страна с традиции на социална хармония, авторитаризъм и почитание към държавния ръководител, този култ процъфтява. Ким Ир Сен изминава 513 000 километра между 1950 и 1980, или средно 52 километра на ден. Той посещава всеки град, село, училище, фабрика и стопанство в страната, спечелвайки симпатиите на гражданите чрез директен контакт. Избягалите от страната дисиденти, които напълно осъзнават ексцесиите на култа, също имат непоклатимо чувство на уважение към Ким като ръководител и личност. Трябва да се отбележи, че култът към личността в Северна Корея продължава да е към Ким Ир Сен, докато наследниците му са просто носители на това почитание.
Култът към Ким Чен Ир и Ким Чен Ун не е толкова силен, но също е ясно изразен.

## Календар
Северна Корея използва стандартен грегориански календар, чието летоброене обаче започва от рождената дата на Ким Ир Сен – 15 април 1912. Това е т.нар. „чучхе календар“. Самото летоброене обаче не се различава от грегорианското. Датата се означава по следния начин:
- ден – месец – година – чучхе година

Например – 15 април 2012 – чучхе 100 (100 години от рождението на Ким Ир Сен).
Въпреки това Нова година се празнува по традиция на 1 януари.

## Национални празници
- 1 януари – Нова година
- 16 януари – Ден на Хангъл
- 16 февруари – рожден ден на Ким Чен Ир (празнува се 2 дни)
- Първи ден на първия лунен месец – Корейска нова година (празнува се 3 дни)
- 15 април – рожден ден на Ким Ир Сен
- 25 април – Ден на армията
- 1 май – Ден на труда
- Пети ден на пети лунен месец – Дано
- 27 юли – Ден на победата
- 15 август – Ден на освобождението
- 9 септември – Ден на независимостта
- Петнайсети ден на осмия лунен месец – Хангави
- 10 октомври – Ден на основаване на Корейската работническа партия
- 27 декември – Ден на конституцията